# Cymidae
Cymidae es una familia de insectos hemípteros del infraorden Pentatomomorpha.

## Géneros
- Ashlockia Hamid, 1975
- Cymodema Spinola, 1837
- Cymus Hahn, 1833
- Neocymodema Hamid, 1975
- Neocymus Van Duzee, 1932
- Nesocymus Kirkaldy, 1907
- Ontiscus Stal, 1874
- Pseudocymus Van Duzee, 1936
- Sephora Kirkaldy, 1902
- † Cephalocoris Heer, 1853
- † Cymocoris Popov, 1986
- † Procymus Usinger, 1940